# Státní znak Bulharska
Státní znak Bulharska je tvořen červeným štítem, na kterém je položen zlatý, korunovaný lev. Štítonoši jsou další dva, zlatí, korunovaní lvi. Nad znakem je koruna bulharského cara Ivana Šišmana. Pod štítem jsou zkřížené dubové ratolesti se žaludy, přes ně červeno-zeleno-bílo-zeleno-červená stuha s bulharským heslem СЪЕДИНЕНИЕТО ПРАВИ СИЛАТА (česky V jednotě je síla).
Lev je starý bulharský národní symbol představující sílu, odvahu a hrdinství.

## Historie
Od roku 1396 bylo bulharské území součástí Osmanské říše. Po Rusko-turecké válce vzniklo roku 1878 samostatné Bulharské knížectví, které však bylo de facto ruským protektorátem. Oficiálním bulharským emblémem se stal roku 1879 lev. Teprve v roce 1908 vzniklo (již nezávislé) Bulharské carství. V této souvislosti byl zaveden státní znak, tvořený červeným štítem, na který byl položen korunovaný zlatý lev. Další dva zlatí, korunovaní lvi podpírali štít (jako štítonoši) po stranách. Na štít byla položena carská koruna, pod ní byly dvě zlaté, zkřížené ratolesti s bílou stuhou s bulharským heslem Съединението Прави Силата (česky V jednotě je síla). Malý státní znak byl bez štítonošů, ratolestí a stuhy.

Státní znak Bulharského knížectví (1881–1908) a Bulharského carství (1908–1927)
Státní znak Bulharského carství (1927–1946)

V roce 1946 byl v zemi proveden levicový převrat a poslední bulharsky car Simeon II. byl nucen odejít do exilu. Od roku 1948 (až do roku 1990) byl do horního rohu bulharské vlajky (do jejího bílého pruhu) umisťován znak. V roce 1948 to byl zlatý, nekorunovaný lev na (zřejmě červeném), později modrém štítu. Štít byl obklopen věncem z pšeničných klasů, převázaný v dolní části červenou stuhou s datem 9 IX 1944 (povstání v Sofii). Nad štítem byla červená, zlatě lemovaná, pěticípá hvězda. Od 27. ledna 1948 do 30. března se užíval kartušový tvar štítu, poté oválný. Do spodní části bylo také přidáno ozubené kolo, hvězda pozbyla zlatého lemu a konce stuhy dostaly barvy bulharské trikolóry.
V roce 1967 došlo k drobným (barevným) úpravám znaku.
V roce 1971 (21. května) došlo k zásadnějším změnám. Znak dostal zlatou kresbu, barva lva, klasů a ozubeného kola byla změněna na stříbrnou, změnil se tvar stuhy a nápis na ní byl změněn na 681 a 1944. Letopočty na stuze odkazovaly na založení prvního bulharského státu a na vítězství socialistické revoluce. Ozubené kolo symbolizovalo dělnictvo, rudá pěticípá hvězda ideje komunismu a solidaritu bulharského lidu s pracujícími celého světa.
V polovině 80. let se v různých publikacích objevila varianta výtvarného pojetí znaku se zlatým lvem, stříbrnými klasy a ozubeným kolem.

Bulharský znak (1946–1948)
Státní znak BLR (1948)
Státní znak BLR (1948–1967)
Státní znak BLR (1967–1971)
Státní znak BLR (1971–1990)

Po pádu socialismu v roce 1989 a následné demokratizaci byl změněn název země na Bulharská republika a 22. listopadu 1990 byla opětovně přijata vlajka z roku 1878, tedy bílo-zeleno-červená trikolóra bez znaku. Až do schválení znaku Národním shromážděním (31. července 1997) bylo Bulharsko (z důvodu politických tahanic) prakticky bez státního znaku. Nový znak vychází z carského znaku před rokem 1947, je však celkově graficky zjednodušen. Koruna posledního cara byla zaměněna korunou bulharského cara/krále Ivana Šišmana (vládl ve 14. století). Znak byl přijat zásluhou prezidenta Petara Stojanova.

## Další použití znaku
V období socialismu se státní znak umísťoval do bílého pruhu bulharské státní vlajky. Dnes již na vlajce není. Po schválení znaku byl tento zaveden i na vlajku prezidenta a předsedy vlády.

Vlajka bulharského prezidenta Poměr stran: 3:5